# Antonivka (Ocna), Bârzula
Antonivka (în ucraineană Антонівка) este un sat în comuna Ocna din raionul Bârzula, regiunea Odesa, Ucraina.

## Demografie
Componența lingvistică a localității Antonivka
     Rusă (80,72%)
     Ucraineană (12,86%)
     Română (5,93%)
Conform recensământului din 2001, majoritatea populației localității Antonivka era vorbitoare de rusă (80,72%), existând în minoritate și vorbitori de ucraineană (12,86%) și română (5,93%).